# Людина з планети Земля
«Людина з Землі» (англ. The Man from Earth) — американський фантастичний фільм 2007 р., сценарист — Емерсон Біксбі, режисер — Річард Шенкман. Головну роль Джона Олдмена виконав Девід Лі Сміт. Сценарій для цього фільму задуманий Джеромом Біксбі на початку 1960-х рр. і завершений на смертному одрі в квітні 1998-го. Фільм отримав визнання за те, що широко поширювався в Інтернеті експертами пірінгових мереж. Пізніше продюсер публічно подякував користувачам за допомогу. Фільм адаптований Шенкманом у п'єсу з однойменною назвою.
Сюжет фокусується на Джоні Олдмені, університетському професорові, який стверджує, що він насправді є кроманьйонцем (або мадленська печерна людина), хто загадково зумів прожити більше 14 000 років. Єдине місце дії — рідний будинок Олдмена, всередині і навколо нього під час його прощальної вечірки, сюжет просувається через інтелектуальні суперечки між Олдменом і його колегами-викладачами. Фільм майже повністю складається з діалогів.
Студія Омікрон зробила український переклад  за підтримки сайта Народний Оглядач і замовлення Гуртом..

## Сюжет
Фільм починається з професора Джона Олдмена (Девід Лі Сміт), який упаковує свої речі у свою вантажівку, готуючись до переїзду в новий будинок. З'являються його колеги, щоб створити йому імпровізовану вечірку та попрощатися з ним: Гаррі (Джон Біллінгслі), біолог; Едіт (Еллен Кроуфорд), професор історії мистецтва і благочестива християнка; Ден (Тоні Тодд), антрополог; Сенді (Анніка Петерсон), історик, яка закохана у Джона; доктор Вілл Грубер (Річард Ріле), психіатр; археолог Арт (Вільям Кетт) та його учениця Лінда (Алексіс Торп).
Колеги Джона продовжують тиснути на друга, щоб той розповів про причину його від'їзду. Один з них зауважує, що той за 10 років аніскілечкі не постарів. Джон повільно і неохоче розказує, що він — доісторична «печерна людина», який прожив більше 14 тисячоліть, переміщується кожні 10 років, щоб тримати інших подалі від підозр й усвідомлення, що той завжди залишається молодим. Він починає свою історію під виглядом гіпотетичного науково-фантастичного оповідання, але зрештою перестає говорити теоретично і починає відповідати на запитання від першої особи. Його колеги відмовляються вірити в його історію. Джон продовжує свою розповідь, про те, що колись він був шумером протягом 2000 років, вавилонцем при Хаммурапі, учнем Гаутами Будди. Він стверджує, що знав особисто Христофора Колумба, Ван Гога (від якого отримав картину в подарунок від самого художника) та інших відомих історичних особистостей.
У ході розмови колеги Джона піддають сумніву його історію та намагаються знайти слабкі місця у ній за допомогою логіки відповідно до їх спеціальності. Наприклад, Гаррі, біолог, обговорює можливість такого довгого людського життя. Археолог запитує Джона про події давньої історії та передісторії, зауважує, що відповіді Джона, хоча й правильні, проте присутні у будь-якому підручнику. Джон же зізнається, що отримав знання з книг, але він може тільки порівнювати свої спогади із сучасною наукою, тобто нові ідеї він акумулював з розвитком людства.
Обговорення звертається до релігійної теми. Джон відповідає, що не є послідовником тієї чи іншої релігії, і хоча не обов'язково вірить у всемогутнього Бога, проте не виключає можливості існування такої істоти. Потім Джон дуже неохоче розповідає, що в спробі принести вчення Будди на Захід, він став натхненням для історії Ісуса і «того, кого звали Ісусом».
Після цього шокуючого одкровення емоції в залі розпалюються. Едіт починає плакати, Грубер суворо вимагає, щоб Джон закінчив свою розповідь і, визнав, що все це обман, загрожує йому приміщенням у психіатричній лікарні для спостереження за ним. Джон серйозно розмірковує над словами Грубера та раптом вибачається перед всіма, сказавши, що вся його розповідь — брехня.
Друзі Джона починають залишати його. Джон вибачається перед Гаррі й Едіт, друзі розходяться. Тим не менш слова Дена говорять про те, що той майже повірив в історію Джона.
Доктор Грубер підслуховує розмову Джона та Сенді, з чого стає зрозуміло, що Джон розповів все чесно, зокрема, Олдмен згадує деякі зі своїх каламбурних псевдонімів, що він використовував протягом багатьох років, такі як Джон Палей (натяк на палеоліт) і Джон Севідж. Він також згадує інший псевдонім, використовувавши його понад шістдесят років тому, коли був професором хімії у Гарварді: Джон Томас Парті (як Джон T. Парті у Бостоні). Грубер з жахом розуміє, що це ім'я його батька. Почувши це, Грубер, приголомшений і надмірно збуджений при вигляді свого нестаріючого батька помирає від серцевого нападу. Після того як швидка допомога забирає тіло Грубера, Сенді зазначає, що Джона, здається, особливо вразила ця смерть. Джон обіцяє повернутися на похорон сина. Сенді розуміє, що це перший раз, коли той побачив, як помер один з його дорослих дітей. Джон мовчки сідає у вантажівку і їде, нібито назавжди. Потім його авто зупиняється, він дивиться на Сенді, вирішивши провести деякий час з нею. Фільм закінчується тим, що Сенді сідає до нього в машину.

## Ролі
- Девід Лі Сміт — Джон Олдмен
- Тоні Тодд — Ден
- Джон Біллінгслі — Гаррі
- Еллен Кроуфорд — Едіт
- Анніка Петерсон — Сенді
- Вільям Кетт — Арт Дженкінс
- Алексіс Торп — Лінда Мерфі
- Річард Ріле — доктор Вілл Грубер
- Роббі Брайан — поліцейський

## Виробництво

### Ідея
Ця історія — остання робота Джерома Біксбі, яку він завершив на смертному одрі в квітні 1998 р. Біксбі продиктував останній з його сценаріїв своєму синові, сценаристу Емерсону Біксбі. Після смерті Джерома сценарій був покладений на телеекран Річардом Шенкманом з $200 000 бюджетом.

### Критика
Сайту Rotten Tomatoes не вистачає відгуків до досягнення консенсусу. IGN дав йому 8 балів з 10, назвавши його «інтелектуальною науковою фантастикою». DVD Verdict розкритикував жорстке закінчення фільму, заявивши, що «однією з головних думок є формування поглядів на релігію».

### Музика
Композитор фільму — Марк Хінтон Стюарт.
- «7th Symphony — 2nd Movement», Людвіг Ван Бетховен
- «Forever» —— слова Річарда Шенкмана, музика — Марк Хінтон Стюарт, виконує — Марк Хінтон Стюарт і Шантель Дункан